# جهة كلميم السمارة
تحد جهة كلميم - السمارة من الشمال بجهة سوس - ماسة - درعة، ومن الجنوب بجهة العيون - بوجدور - الساقية الحمراء والحدود الموريتانية، وشرقا بالحدود الجزائرية وغربا بالمحيط الأطلسي وجهة العيون - بوجدور - الساقية الحمراء.وتمتد جهة كلميم - السمارة على مساحة 133.730 كم2، أي ما يناهز 18,81% من مجموع المساحة الوطنية. وتضم 5 أقاليم، وهي :
- إقليم كلميم و
- إقليم طانطان و
- إقليم آسا - الزاك و
- إقليم طاطا و
- إقليم السمارة،

وتتكون من 60 جماعة من بينها:
- 11 جماعة حضرية و
- 49 جماعة قروية.

بلغ عدد سكان هذه الجهة 462,410 نسمة في الإحصاء المغربي الرسمي لعام 2004 بحيث شكل سكانها نسبة 1,55% من اجمالي سكان المغرب.

## المصدر ووصلات خارجية
أنظر تصريح الاقتباس من موقع أدرار على الإنترنت